# Nie ma jak w rodzinie
Nie ma jak w rodzinie (ang. F Is for Family, od 2015) – amerykański serial animowany dla dorosłych stworzony przez Billa Burra i Michaela Price’a, a wyprodukowany przez Wild West Television, Loner Productions, King of France Productions, Gaumont International Television, Gaumont Animation i Telegael Teoranta.
Premiera serialu odbyła się w Stanach Zjednoczonych 18 grudnia 2015 na platformie Netflix. W polskiej wersji platformy Netflix serial dostępny jest również w wersji z polskim dubbingiem.

## Fabuła
Akcja serialu rozgrywa się w latach 70. XX wieku i opowiada o perypetiach rodziny Murphych: Franka, Sue oraz ich dzieci – Kevina, Maureen i Billa, którzy starają się wieść zwyczajne życie.

## Obsada
| Postać                       | Głos w wersji angielskiej | Głos w wersji polskiej |
| ---------------------------- | ------------------------- | ---------------------- |
| Francis X. „Frank” Murphy    | Bill Burr                 | Paweł Ciołkosz         |
| Sue Murphy                   | Laura Dern                | Marta Dylewska         |
| Kevin Murphy                 | Justin Long               | Szymon Roszak          |
| Maureen Murphy               | Debi Derryberry           | Sara Lewandowska       |
| Bill Murphy                  | Haley Reinhart            | Filip Rogowski         |
| Vic                          | Sam Rockwell              | Przemysław Glapiński   |
| Robert „Bob Pogo” Pogrohvich | David Koechner            | Krzysztof Banaszyk     |
| Jim Jeffords                 | Phil Hendrie              | Krzysztof Banaszyk     |
| Colt Luger                   | Phil Hendrie              | Zbigniew Suszyński     |
| Rosie                        | Kevin Michael Richardson  | Zbigniew Suszyński     |
| Goomer                       | Trevor Devall             | Paweł Szczesny         |
| Louis Chilson                | Neil Patrick Harris       |                        |

## Spis odcinków
| Światowa premiera | Polska premiera | N/o | Polski tytuł                     | Angielski tytuł       |
|                   |                 |     |                                  |                       |
| SERIA PIERWSZA    |                 |     |                                  |                       |
|                   |                 |     |                                  |                       |
| 18.12.2015        | 30.05.2017      | 01  | Bill Murphy ma wolny dzień       | Bill Murphy's Day Off |
|                   |                 |     |                                  |                       |
| 18.12.2015        | 30.05.2017      | 02  | Świąteczna depresja              | O Holy Moly Night     |
|                   |                 |     |                                  |                       |
| 30.05.2017        | 30.05.2017      | 03  | Sanki                            | Heavy Sledding        |
|                   |                 |     |                                  |                       |
| 30.05.2017        | 30.05.2017      | 04  | Dziewczyna o imieniu Sue         | A Girl Named Sue      |
|                   |                 |     |                                  |                       |
| 30.05.2017        | 30.05.2017      | 05  | Kłamca                           | The Liar's Club       |
|                   |                 |     |                                  |                       |
| 30.05.2017        | 30.05.2017      | 06  | Nocna zmiana                     | Night Shift           |
|                   |                 |     |                                  |                       |
| 30.05.2017        | 30.05.2017      | 07  | Bill nie rozmienia się na drobne | Breaking Bill         |
|                   |                 |     |                                  |                       |
| 30.05.2017        | 30.05.2017      | 08  | To nic dobrego                   | This Is Not Good      |
|                   |                 |     |                                  |                       |
| 30.05.2017        | 30.05.2017      | 09  | Trudna noc                       | BFight Night          |
|                   |                 |     |                                  |                       |
| 30.05.2017        | 30.05.2017      | 10  | Koniec kłopotów                  | F Is for Fixing It    |
|                   |                 |     |                                  |                       |
| 30.05.2017        | 30.05.2017      | 11  | Wymodlić sukces                  | Pray Away             |
|                   |                 |     |                                  |                       |
| 30.05.2017        | 30.05.2017      | 12  | Miękkie lądowanie                | Landing the Plane     |

## Odbiór
Serial Nie ma jak w rodzinie spotkał się z pozytywnymi recenzjami od krytyków. W serwisie Rotten Tomatoes średnia ocen filmu wyniosła 87% ze średnią oceną 7,1 na 10. Na portalu Metacritic średnia ocen wyniosła 75 punktów na 100.